# 2007 TG422
(523622) 2007 TG422 là một thiên thể ngoài Hải Vương tinh. Nó có một quỹ đạo bị lệch tâm lớn và 2007 TG422 thuộc đĩa phân tán. Đường kính của nó là khoảng 260 km. Nó được khám phá vào năm 2007 tại New Mexico, Mỹ.
Theo Michael Brown, đây "nhất định là một hành tinh lùn". Nó thuộc về một nhóm được nghiên cứu vào năm 2014, cho thấy có thể có sự tồn tại của Hành tinh thứ chín.